# Coprnica Zofka (film)
Coprnica Zofka je slovenski lutkovni film iz leta 1989. 

### Zgodba
Pedagoška oseba - Otroštva tat se razburja nad neprimerno staro pravljično literaturo za otroke. Ena od teh knjig oživi v njenih rokah in iz nje pobegnejo liki. Čarovnica Zofka ne more leteti z metlo, ker se je v nekaj letih zredila. Gre čez gore k čarovniku po pripomočke za hudo vreme, ki ga hoče za svoj god. Škrat Šotek in Pajkova Vešča hočeta njeno metlo. Vešča zaprede tako metlo kot Šotka v začarano pajčevino. Ostali mu kljub prošnjam ne želijo pomagati. Zofka Šotka reši, vendar pri tem izgubi svoje moči. Razočarane pošasti se vrnejo v knjigo, čarovnica postane teta, Šotek pa črni muc. Oba nikoli ne bosta čisto zares navadna.

## Kritike
Vesna Marinčič (Delo) je najprej pripomnila, da na premiero niso povabili otrok. Ker liki ne počnejo nič strašnega, po njenem ni bilo suspenza in menila je, da bi drug drugemu lahko škodovali tudi v knjigi in torej beg ni bil potreben. Vlak, ki vozi sem in tja, je označila za nepotrebno dekoracijo. Obraz edine človeške lutke se ji je zdel top kot Šotkov, ki ima slamo namesto glave, in po njenem se ni skladal z njenimi izbranimi besedami. Všeč ji je bil značaj na videz običajne metle. Ni našla lika, ki bi ga ljubila ali sovražila. Ni jih mogla ločiti med sabo po videzu ali značaju in motilo jo je, da se njihove obraze malokrat pokaže. Videz lutk jo je odbijal, Šotku je očitala neprijeten levje-zajčji gobček, Zofki pa zledenel bedast nasmeh. Le pri povodnem možu je opazila mimiko obraza. Občasno kazanje nitk je označila za površnost ali nepazljivost, ki ubija že tako šibko iluzijo in na koncu filma pokvari domislico z animatorjem, ki ima tudi sam nitke, ki jih nekdo vleče. Zmotil jo je slab ton, pogosta težava slovenskega filma, saj so bili običajni zvoki preglasni in moteči, govor pa slabo razumljiv. Ni razumela, zakaj po tisoč letih čaranja Zofka žrtvuje moč za strahopetnega škrata, ki samo lepo poje in tako postane »kratkovidno babše«.

## Glasovni igralci in animatorji
- Svetlana Makarovič: Coprnica Zofka (animacija: Peter Dougan)
- Svetlana Makarovič: metla (animacija: Ciril Jagodic)
- Janez Hočevar: škratek Šotek (animacija: Zdenko Majaron)
- Alenka Vidrih: Pajkova Vešča (animacija: Breda Hrovatin)
- Nada Žgur: Siva Mora (animacija: Zora Dobeic)
- Vlado Kreslin: povodni mož Zeleni Akvilin (animacija: Marko Velkavrh)
- Janez Bončina: Rdeči Škopnik (animacija: Milan Čenčur)
- Ljerka Belak: črni Krempelj (animacija: Matjaž Loboda)
- Ivanka Mežan: Otroštva tat

## Ekipa
- scenarij, osnutki lutk in songi: Svetlana Makarovič
- scenska glasba in priredbe songov: Jani Golob
- fotografija in snemanje: Valentin Perko
- montaža: Darinka Peršin Andromako
- scenografija, kostumografija in izvedba lutk: Branko Stojaković
- maska: Matjaž Rogale in Gabrijela Fleischman
- tonski mojster: Matjaž Janežič
- koreografija: Ksenija Hribar